# Plop en de kabouterbaby
Plop en de kabouterbaby is de achtste film van Kabouter Plop. De film ging eind 2009 in première en werd geregisseerd door Bart Van Leemputten.

## Verhaal
Kabouter Lui vindt tijdens een boswandeling een kabouterbaby. De moeder en vader van de baby blijken Wits en Wollie te zijn, die in het kaboutercircus verblijven. Kabouter Plop, Kwebbel, Lui en Klus proberen om de baby terug naar het circus te brengen, maar niet zonder gevaren.

## Rolverdeling
| Acteur             | Personage                |
| ------------------ | ------------------------ |
| Walter De Donder   | Kabouter Plop            |
| Aimé Anthoni       | Kabouter Klus            |
| Chris Cauwenberghs | Kabouter Lui             |
| Agnes De Nul       | Kabouter Kwebbel         |
| Sofie Van Moll     | Kabouter Wollie          |
| Jenne Decleir      | Kabouter Wits            |
| Johan Boskamp      | Kabouter Circusdirecteur |
| Ron Brandsteder    | Proefkabouter            |
| Piet Huysentruyt   | Kookhulpkabouter         |
| Kobe Van Herwegen  | Kabouterjongleur         |
| Jean-Marie Pfaff   | Kaboutergewichtheffer    |
| Luca Vanderauwera  | Kabouterbaby             |